# Цзу Ґен
Цзу Ґен (кит. трад.: 祖庚; піньїнь: Zu Geng) — правитель Китаю з династії Шан, старший син У Діна.
Правив упродовж семи років. Владу по його смерті успадкував його молодший брат Цзу Цзя.